# Představa
Představa (kalk z něm. Vor-stellung) je velmi široké označení pro obsahy či obrazy, které si vědomí „staví před sebe“ jako témata. Ačkoli jsou představy vždy více nebo méně závislé na zkušenostech (vjemech, zážitcích), je pro ně charakteristický aktivní podíl vlastního vědomí nebo dokonce tvořivosti a také určitá celkovost. Na jedné straně je představa určitější než pocit nebo dojem, na druhé straně není ještě vyjádřena slovy a člověk takové vyjádření musí teprve hledat. Představy jsou hlavním nástrojem praktické orientace ve světě, rozhodování a jednání.

## Význam
Představou tedy rozumíme celkový a málo určitý „obraz“ nějaké věci, předmětu nebo záměru, který obvykle nedovedeme popsat a vyjádřit slovy. O představě mluvíme obvykle ve dvojí různé souvislosti:
1. Reproduktivní představa je jakýsi zhuštěný souhrn, syntéza nejrůznějších vjemů a zkušeností, podle něhož „poznáme“, to jest odlišíme například psa od jiných živočichů, vítr od jiných jevů nebo zdvořilost od nezdvořilosti. Takové představě, kterou si člověk vytváří od dětství zkušenostmi, potom obvykle odpovídá také pojem a slovo. V tomto smyslu se představa příliš neliší od Platónových idejí a Aristotelova eidos – vzhledu či „vidu“ nějaké věci.
2. Na druhé straně může představa znamenat předběžný rozvrh něčeho, co člověk má teprve před sebou, k čemu se chystá. Celkovou a neurčitou první představou začíná umělec i konstruktér, než ji začne rozvíjet do náčrtů, skic a popisů. V tomto smyslu naopak představa předchází hotové dílo a i když samozřejmě vychází ze známých věcí, znamená něco nového, původního, co zde ještě nebylo. V tomto smyslu se na představě podstatně podílí nápad, fantazie, tvořivost.

## Představivost
Lidskou schopnost vytvářet představy nazýváme představivost. Tak jako představa může být i představivost převážně zraková čili vizuální, sluchová čili auditivní, pohybová čili motorická a podobně. Většina představ ale není takto rozdělena a má řadu různých složek: k představě psa patří i štěkot nebo hmatový dojem. Také u představivosti můžeme rozlišit různé stupně závislosti na zkušenosti nebo naopak na fantazii. Technik i řemeslník potřebuje představivost, aby si z výkresů vytvořil představu toho, co má vyrobit. Podobně hovoříme o prostorové nebo geometrické představivosti.
Pokud si má archeolog na základě vykopávek představit vzhled dávné stavby či města, potřebuje k tomu patrně větší podíl fantazie a jeho představa se tudíž také může se skutečností míjet, být iluzí a omylem. Zejména dětem stačí slovní vyprávění, aby si samy představily příběh, krajinu, postavy, které ovšem pocházejí převážně z jejich vlastních zkušeností, jež dovedou spojovat či asociovat na základě vyprávěné pohádky (eidetismus). Mají-li pak tutéž pohádku nakreslit, nakreslí ji každé dítě jinak, neboť kreslí svoji představu.
Podle George Lakoffa a dalších psychologů si člověk nevytváří pojmy na základě vymezení a definic, nýbrž na základě jakési základní představy (například typického psa nebo typické židle), která se postupně buduje a rozšiřuje, jak se člověk setkává s méně typickými psy a židlemi.

## Fantazie
Fantazií (z řec. fantasma, obraz, vidění, přelud) rozumíme rozvinutou představivost či obrazotvornost, silně uvolněnou od všech zkušeností. V psychologii se zkouší například tak zvaným Rorschachovým testem, sérií obrázků nepravidelných inkoustových skvrn. Pacient si je má dotvořit tak, aby mohl u každého říci, co mu obrázek připomněl (pareidolie). Podobně si lidé seskupili hvězdy na obloze do „souhvězdí“, protože skupiny hvězd jim patrně cosi připomínaly.
Malíř či sochař se může nechat více nebo méně vést svým předmětem, i když ani realistický obraz není totéž co fotografie a každý malíř namaluje tentýž předmět jinak. Pro architekta a konstruktéra jsou inspirací jiné stavby a konstrukce a ovšem také požadavky na funkci, nicméně velcí architekti a do značné míry i konstruktéři mají také svůj jedinečný „osobní styl“. Velkou roli hraje fantazie v hudbě, kde přímé inspirace zkušeností nejsou právě běžné. O Antonínu Dvořákovi se říká, že se pro jednu ze svých symfonií inspiroval kohoutím kokrháním, ale převážná část hudební tvorby je patrně čistě fantazijní.
Specificky dětská fantazie neexistuje. Někteří však rozlišují mezi uměleckou a vědeckou fantazií. Důležité je také rozlišovat, zda potulování mysli je úmyslné či nikoli. U jednoduchých úkolů jej člověk zapojuje z nudy, ale nečiní tak u úkolů vyžadující soustředění.

## Klamné představy
Lidské poznávací schopnosti se vyvinuly pro potřeby běžného života, kdy se člověk potřebuje rychle orientovat a rozhodovat. Představivost a představy mu umožňují rychle rozpoznat příležitost nebo nebezpečí a jednat podle toho. Na druhé straně právě toto snadné a rychlé „poznávání“ může vést k omylům, které se dají odhalit jen podrobným a pečlivým zkoumáním. Typickým příkladem je dojem „mokré vozovky“ na asfaltu a v horkém létě. Omyl nevzniká špatnou funkcí oka, ale představivostí, která lesklou vozovku na základě zkušeností automaticky vyhodnotí jako mokrou. Řidič by musel zastavit a přesvědčit se například hmatem, že je úplně suchá.